# Eydelstedt
Eydelstedt là một đô thị thuộc the huyện Diepholz, trong bang Niedersachsen, Đức. Đô thị này có diện tích 76,14 km².